# Anna Maria Cecconi
Anna Maria Cecconi fou una contralt italiana. Va ser la primera Anna a Zelmira (1822) de Rossini. El seu fill, Pietro, va ser engendrat per l'empresari del Teatro San Carlo Domenico Barbaia.